# Schwedische Badmintonmeisterschaft 1982
Die Schwedische Badmintonmeisterschaft 1982 fand vom 7. bis zum 8. Februar 1982 in Uppsala statt.

## Finalergebnisse
| Disziplin    | Sieger                              | Finalist                             | Ergebnis          |
| ------------ | ----------------------------------- | ------------------------------------ | ----------------- |
| Herreneinzel | Thomas Kihlström                    | Sture Johnsson                       | 15-5, 15-8        |
| Dameneinzel  | Maria Bengtsson                     | Anette Börjesson                     | 11-9, 7-11, 12-11 |
| Herrendoppel | Stefan Karlsson Thomas Kihlström    | Lars Wengberg Claes Nordin           | 15-7, 15-8        |
| Damendoppel  | Maria Bengtsson Christine Magnusson | Lena Axelsson Karin Lindquist        | 15-9, 15-9        |
| Mixed        | Lars Wengberg Anette Börjesson      | Torbjörn Pettersson Carina Andersson | 8-15, 15-8, 15-9  |